# Devihalli, Belur
Devihalli là một làng thuộc tehsil Belur, huyện Hassan, bang Karnataka, Ấn Độ.